# Сластёнин, Виталий Александрович
Вита́лий Алекса́ндрович Сластёнин (5 сентября 1930, Улала — 13 июня 2010, Москва) — советский и российский учёный в области педагогики, доктор педагогических наук (1977), профессор, действительный член Российской академии образования (1992), заслуженный деятель науки РФ (1996).

## Биография
Родился и вырос в семье колхозников.
В 1952 г. В. А. Сластёнин окончил Московский государственный педагогический институт им. В. И. Ленина. Его научная работа «Педагогические основы краеведения» была удостоена золотой медали Министерства высшего и среднего специального образования СССР.
В 1956 г. защитил кандидатскую диссертацию на тему «Работа комсомола школы по патриотическому и интернациональному воспитанию учащихся» и в течение 13 лет работал в Тюменском государственном педагогическом институте: ассистент, затем старший преподаватель. В 1957 г. в возрасте 27 лет он стал проректором по учебной и научной работе.
В 1969—1977 гг. — начальник Учебно-методического отдела, заместитель начальника Главного управления высших и средних педагогических учебных заведений Министерства просвещения РСФСР.
В 1977 г. защитил докторскую диссертацию на тему «Формирование личности учителя советской школы в процессе его профессиональной подготовки» и возвращается в МГПИ им. В. И. Ленина, в 1978 г. избирается заведующим кафедрой педагогики начального обучения. В 1979 г. ему было присвоено учёное звание профессора. В 1982 г. был избран деканом педагогического факультета.
В 1980 г. создал и возглавил кафедру педагогики и психологии высшей школы. Автор более 300 научных трудов, около 20 учебников и учебных пособий по педагогике. Под руководством В. А. Сластёнина подготовлено и защищено 125 кандидатских диссертаций, 38 его учеников стали докторами наук.
В 1989 г. избран членом-корреспондентом АПН СССР, а в 1992 г. — действительным членом Российской академии образования. В 1997 г. избирается членом бюро Отделения высшего образования РАО, а в 1998 г. назначается главным редактором «Известий Российской академии образования».
В 1999 г. В. А. Сластёнин избирается президентом Международной академии наук педагогического образования.
Основные направления научной деятельности в области методологии, теории и практики педагогического образования.

## Основные труды
- «Учитель и время» (1990),
- «Методологическая культура учителя» (1990),
- «Антропологический подход в педагогическом образовании» (1994),
- «Педагогика творчества» (1991),
- «Доминанта деятельности» (1997),
- «Высшее педагогическое образование России: традиции, проблемы, перспективы» (1998),
- «Педагогика: инновационная деятельность» (1997),
- «Гуманистическая парадигма и личностно-ориентированные технологии в педагогическом образовании» (1999),
- «Целостный педагогический процесс как объект профессиональной деятельности учителя» (1998)

### Редакторская деятельность
- Организация воспитательного процесса в практике А. С. Макаренко : Учеб. пособие / М-во просвещения РСФСР. Горьк. гос. пед. ин-т им. М. Горького; Подгот.: А. А. Фроловым; Под ред.: В. А. Сластёнина и Н. Э. Фере. — Горький, 1976. — 96, [2] с.; 22 см.
- Педагогика: Учеб. пособие для студ. высш. пед. учеб. заведений / В. А. Сластёнин, И. Ф. Исаев, Е. Н. Шиянов; Под ред. В. А. Сластёнина. — М.: Издательский центр «Академия», 2008.

## Награды и звания
Награждён орденами Дружбы (2007) и «Знак Почёта», медалями имени К. Д. Ушинского, Н. К. Крупской, С. И. Вавилова, А. С. Макаренко, И. Алтынсарина, К. Н. Кары-Ниязова. Отличник просвещения СССР и ряда республик бывшего Союза, медалью «За доблестный труд в Великой Отечественной войне 1941—1945 гг.».
Заслуженный деятель науки Российской Федерации (1996), лауреат премии Правительства Российской Федерации в области образования.

## Память
- Горно-Алтайский педагогический колледж имени В.А. Сластёнина[6]